# Ramaz Šengelia
Ramaz Šengelia, gruzínsky რამაზ შენგელია (1. leden 1957, Kutaisi – 21. červen 2012, Cerovani), byl gruzínský fotbalista, jenž reprezentoval někdejší Sovětský svaz. Hrával na pozici útočníka.Zemřel 21. června 2012 ve věku 55 let na krvácení do mozku a následný infarkt myokardu.
Za sovětskou reprezentaci odehrál 26 utkání a vstřelil 10 branek. Zúčastnil se s ní mistrovství světa roku 1982.
S Dinamem Tbilisi vyhrál v sezóně 1980/81 Pohár vítězů pohárů. V roce 1978 se s ním stal mistrem SSSR a o rok později získal sovětský pohár. Roku 1981 byl s 23 góly nejlepším střelcem sovětské ligy.
V letech 1978 a 1981 byl vyhlášen nejlepším fotbalistou Sovětského svazu. V anketě o nejlepšího fotbalistu Evropy Zlatý míč se roku 1981 umístil na sedmém místě.